# Серенко Анатолій Мойсейович
Анатолій Мойсейович Серенко (рос. Анато́лий Моисе́евич Сере́нко; 29 квітня 1939 — 10 грудня 1987, Москва) — радянський актор театру та кіно.

## Творчість
Працював у Новокузнецькому драматичному театрі та театрі на Таганці. У кіно виконував ролі другого плану та епізодичні. Найбільш відомою його роллю стала роль босоногого інопланетного мандрівника в кінофільмі «Кін-дза-дза!».

## Родина
Батьки Анатолія Мойсейовича селяни. У Талову сім'я Анатолія Серенко переїхала в 1933 році з села Бражниково Бутурлінівського району.
Мойсей Михайлович (1906 — 5 лютого 1950) працював у Таловій на залізниці. Воював на Фінській та Німецько-радянській війнах. Помер після операції на шлунку. (Медсестра передчасно зняла шви, переплутавши з сусідом.)
Мати актора — Серенко (Божко) Євдокія Єфремівна (23 лютого 1909 — 16 лютого 1979), домогосподарка.
У сім'ї було троє дітей. Брат Анатолія — Серенко Олександр Мойсейович (20 жовтня 1928 — 30 січня 2006) жив у Москві, підполковник. Закінчив Ленінградське військове училище та військово-інженерну академію ім. Дзержинського. Служив у ракетно-космічних військах. Займався секретними розробками військової техніки.
Турбота про дітей після смерті Мойсея Михайловича лягла на плечі матері.
Похований на Медведковському кладовищі в Москві.

## Фільмографія
- 1977 — За сімейними обставинами — художник
- 1977 — Червоний чорнозем
- 1978 — На дні — Лука
- 1979 — Лють
- 1979 — Викрадення «Савойї» (у титрах А. Серенко) — бандит на прізвисько Рудий
- 1979 — Та сторона, де вітер — дядько Володя
- 1981 — Росія молода (у титрах А. Сіренко) — розбійник
- 1984 — Пан Великий Новгород — партизан
- 1985 — Сорочинський ярмарок — Солопій Черевик
- 1986 — У глушині, що стріляє — селянин Корній
- 1986 — Кін-дза-дза! — босий мандрівник-інопланетянин (озвучив Ігор Ясулович)

## Ролі в театрі на Таганці
- «Перехрестя» (постановка Ю. Любимова) — Шпак Данило[3]
- «Година пік» (постановка Ю. Любимова) — Завадський[4]
- «Три сестри» (постановка Ю. Любимова і Ю. Погребничко) — Ферапонт[5][6] — остання роль А. Серенко[7]

## Цікаві факти
- У фільмі «Кін-дза-дза!» персонаж Серенко говорить не своїм голосом. Його озвучив Ігор Ясулович[8].